# Aldo Cammarota
Aldo Francisco Cammarota (Buenos Aires, 1930 - Los Ángeles, Estados Unidos, 28 de febrero de 2002) fue un guionista y humorista argentino.
Fue guionista de radio y de televisión, uno de los autores de los monólogos de Tato Bores, del programa radial y televisivo La revista dislocada y de Telecómicos, programa humorístico en el que participaban actores como Juan Carlos Calabró, Julio López, Mario Sapag, Juan Díaz, Tristán, Alfonso Pícaro, Calígula y Horacio Bruno; columnista en la revista Siete Días y los diarios Ámbito Financiero, La Prensa y La Opinión; fue presidente de la Asociación de Productores Independientes de Televisión y miembro de la Junta Directiva de Argentores; formó parte del panel de humoristas que contaban chistes en el programa de televisión Humor redondo, junto a Juan Carlos Mesa, Carlos Garaycochea y Jorge Basurto; escribió letras de tangos como Petitero y Hay que pasar el invierno. En sus guiones planteaba con ironía la situación política del país. Es el autor del término gorila, que más tarde se utilizó como sinónimo de antiperonista, y de la expresión «Argentina año verde», para referirse a un utópico país donde todo funciona correctamente.
En los años 60s y 70s tenía en la revista Selecciones Readers Digest un espacio de humor titulado "La risa remedio Infalible"
Fue candidato a Diputado Nacional en 1965 por el Partido Cívico Independiente, de Álvaro Alsogaray y precandidato a Senador Nacional por el partido Nueva Fuerza, del mismo político en 1972. En 1975 se exilió en Estados Unidos luego de ser apartado de la televisión argentina: el canal 11 quitó de su programación el ciclo Telecómicos.

A mediados de 1974 el interventor estatal de Canal 13 me dijo: “ahora mandamos las mayorías y usted responde a las minorías”.
Aldo Cammarota.

## Guiones
- 1981 - Tato por ciento. (Televisión)
- 1980 - Tato vs. Tato. (Televisión)
- 1974 - Déle crédito a Tato. (Televisión)
- 1968 - Humor redondo. (Televisión)
- 1963 - La chacota. (Cine).[5]
- 1960 - Telecómicos. (Televisión).[6]